# Sydney Fowler Wright
Sydney Fowler Wright, né le 6 janvier 1874 et mort le 25 février 1965, est un éditeur, poète, auteur de science-fiction, scénariste prolifique britannique. Il a signé certaines de ses œuvres en tant que Sydney Fowler et Anthony Wingrave.
Il est né dans le district de Kings Norton, et s'est marié dans celui de Birmingham en 1895,.

## Œuvre

### Romans
- The Amphibians (1924)
- The Island of Captain Sparrow (1928)
- Deluge (1928)
- Dawn (1929, parallèle à et suite de Deluge)
- The World Below (1929, suite de The Amphibians)
- Dream, or the Simian Maid (1931, premier roman de la série Marguerite Cranleigh)
- Beyond the Rim (1932)
- Power (1933)
- Prelude in Prague: The War of 1938 (1934)
- The Vengeance of Gwa (1935, deuxième roman de la série Marguerite Cranleigh)
- Four Days War (1936, suite de Prelude in Prague)
- The Screaming Lake (1937)
- Megiddo's Ridge (1937, suite de Four Days War)
- The Hidden Tribe (1938)
- The Adventure of Wyndham Smith (1938)
- Spiders' War (1954, troisième roman de la série Marguerite Cranleigh)

### Nouvelles
- Automata: I (1929)
- Automata: II (1929)
- Automata: III (1929)
- P.N. 40 (1929)
- The Rat (1929)
- Automata (1929)
- Brain (1932)
- Choice (1932)
- The Rule (1932)
- Proof (1932)
- Appeal (1932)
- This Night (1932)
- Justice (1932)
- Original Sin (1946)
- The Terror of William Stickers (1946)
- A Question of E.D.D. (1946)
- The Congo Cat (1946)
- The Temperature of Gehenna Sue (1946)
- Carrots (1946)
- Burglar's Aid (1946)
- Who Else But She? (1946)
- Status (1946)
- The Witchfinder (1946)
- Obviously Suicide (1951)
- The Better Choice (1955)

### Collections
- Scenes from the Morte d'Arthur (1919) en tant qu'Alan Seymour
- The New Gods Lead (1932)
- The Witchfinder (1946)
- The Throne of Saturn (1949)
- S. Fowler Wright's Short Stories (1996)